# Eastvale (California)
Eastvale è una città degli Stati Uniti d'America, situata nel sud della California, nella contea di Riverside.